# Maria Catherina Swanenburg

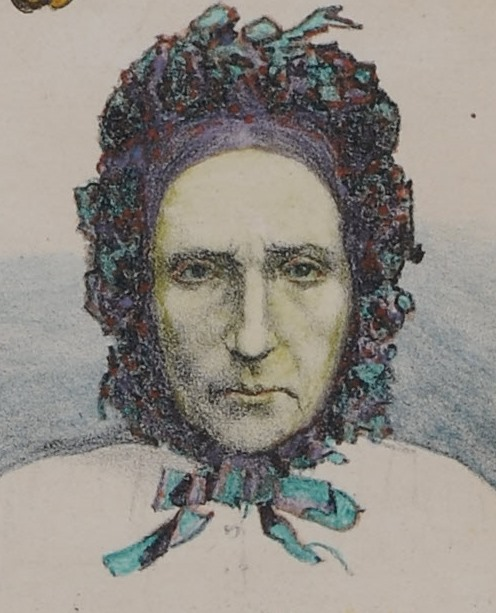
Maria Swanenburg (1885)

Maria Catherina Swanenburg (* 9. September 1839 in Leiden, Südholland; † 11. April 1915 in Gorinchem, Südholland) war eine niederländische Serienmörderin, welche in den 1880er Jahren mindestens 27 Morde beging, jedoch in über 90 Mordfällen unter Verdacht fiel.

## Leben
Swanenburg wurde als Tochter von Clemens Swanenburg und Johanna Dingjan geboren. Nachdem ihre ersten beiden Töchter bereits im Kindesalter starben, ehelichte sie am 13. Mai 1868 Johannes van der Linden. Aus der Ehe gingen fünf Söhne und zwei Töchter hervor, bis sie am 29. Januar 1886 zerbrach.

### Verbrechen und Festnahme
Swanenburg trug den Spitznamen „Goeie Mie“ (niederländisch für „Gute Mia“), welcher ihr aufgrund ihrer Fürsorge und Gutherzigkeit gegenüber den Bewohnern der Armenviertel Leidens verliehen wurde.
Sie vergiftete in den Jahren von 1880 bis 1883 wenigstens 102 Menschen mit Arsen, von denen 27, darunter 16 Verwandte Swanenburgs, starben. Sie geriet jedoch in über 90 Mordfällen unter Tatverdacht. Zu ihren ersten Opfern zählten ihre Eltern, die sie im Jahr 1880 ermordete.
Zwar überlebte der Großteil ihrer Opfer, jedoch trugen diese chronische gesundheitliche Schäden nach der Arsenvergiftung davon.
„Goeie Mie“ wurde am 15. Dezember 1883 inhaftiert, nachdem sie während des Mordes an der Familie Frankhuizen entdeckt wurde. Die Gerichtsverhandlungen begannen am 23. April 1885, wobei sie für den Mord an ihren letzten drei Opfern für schuldig befunden und somit zu einer lebenslangen Haftstrafe in der Justizvollzugsanstalt verurteilt wurde. Dort verstarb sie im April 1915 im Alter von 75 Jahren.
Vermutlich motivierte Geldgier ihre Morde. Den Besitz der Verstorbenen erhielt sie durch eigens von ihr abgeschlossene Lebensversicherungen ihrer Opfer sowie durch ihre Erbschaften. Ihr neu erworbenes Vermögen verwendete Swanenburg jedoch nicht.